# Покахонтас
Покахо́нтас (англ. Pocahontas) — прозвище индейской принцессы, данное ей отцом Поухатаном — вождём индейского племени поухатанов, жившего на территории современной Виргинии. Прозвище переводится как «маленькая баловница / проказница» (англ. Little Wanton).

## Биография
Точную дату рождения Покахонтас трудно установить: исследователи называют как 1595, так и 1596 годы.
Покахонтас не имела возможности унаследовать титул своего отца.
По рассказу английского капитана Джона Смита, одного из основателей британской колонии Джеймстаун в Чесапикском заливе (штат Виргиния), в 1607 году юная Покахонтас спасла его от смерти, когда он, отправившись на поиски провизии для колонистов, был захвачен индейцами в плен. Необходимо отметить то, что изначально индейцы хорошо относились к колонистам и помогали им, но последние стали требовать слишком многого, что и стало причиной похищения Д. Смита. Когда индейцы собирались раздробить Смиту череп, 12-летняя (по версии Р. Римини, 11-летняя) дочь вождя закрыла его голову своей, и воины не посмели убить её избранника. После чего они якобы провели первую ночь вместе. Ряд историков высказывает предположение, что она участвовала в широко распространенном у индейцев ритуале «казни и спасения». Умоляя сохранить жизнь Смиту, девочка могла исполнять обряд алгонкинов, с помощью которого вождь Поухатан демонстрировал власть над жизнью и смертью, принимая Смита и поселенцев Джеймстауна под свое верховное владычество. Он предоставил им защиту в обмен на признание своего главенствующего положения, вне зависимости от того, какой была истинная причина действий.
В 1612 году, в возрасте 17 лет, когда Джона Смита уже не было среди колонистов, Покахонтас частенько наведывалась к англичанам, которые жили всего в 12 милях от её родного племени. Со временем она научилась понимать английский язык и могла вести переговоры, условия которых были просты: англичане обязывались не трогать индейцев в обмен на провизию, однако порой англичане требовали слишком много. В 1612 году Покахонтас была взята в плен англичанами по прибытии в Джеймстаун. Те потребовали от её отца уплатить выкуп: освободить пленных англичан, обеспечить англичан провизией и вернуть оружие. Вождь исполнил два условия из трёх, однако оружие отдавать не стал.
Позже её отец вождь Поухатан выплатил выкуп, и девушка вернулась в родное племя. Через год, выйдя замуж за поселенца Джона Рольфа, она гарантировала этим браком мирное сосуществование между индейцами и колонистами. В 1616 году Покахонтас переехала вместе с мужем в Англию, где стала знаменитостью и была даже представлена ко двору. На обратном пути в Виргинию она заразилась оспой и скончалась 21 марта 1617 года в возрасте 22 лет.

## Семья и потомки
От Томаса Рольфа, сына Джона Рольфа и Покахонтас, происходят множество выдающихся наследников: знатные семейства Виргинии, две первые леди США: Эдит Вильсон — жена 28-го президента США Вудро Вильсона, Нэнси Рейган, супруга 40-го президента США Рональда Рейгана, выдающийся астроном и математик Персиваль Лоуэлл, актёр Эдвард Нортон, актёр и певец Гленн Стрейндж и др.

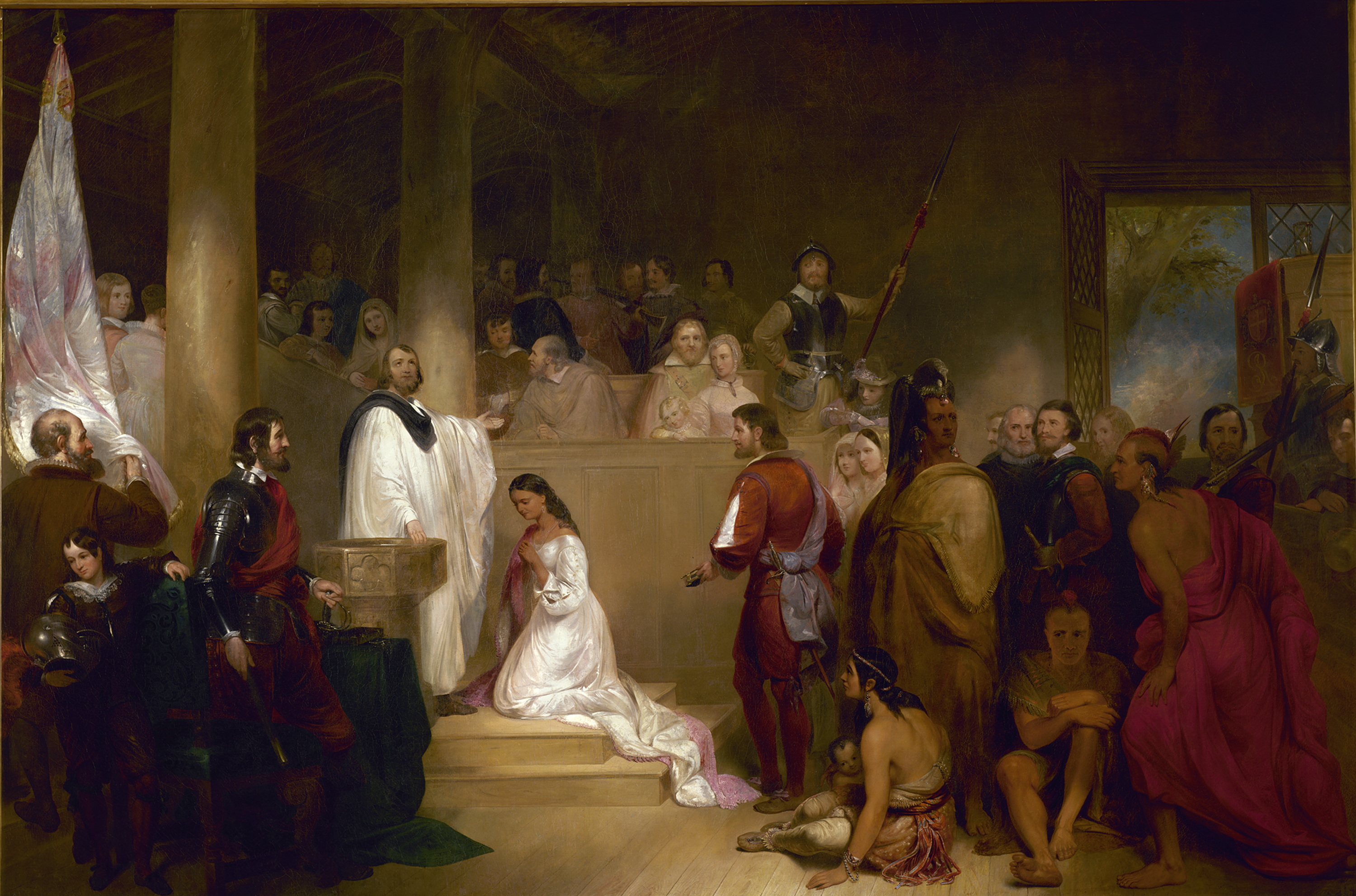
Крещение Покахонтас. Копия картины находится в ротонде Капитолия США.

## В кино
- «Капитан Джон Смит и Покахонтас[англ.]» — американский вестерн 1953 года; в роли Покахонтас — Джоди Лоуренс[англ.].
- «Покахонтас: Легенда[англ.]» — канадский телефильм 1995 года; в роли Покахонтас — Сандрин Холт.
- «Покахонтас» — американский мультфильм 1995 года. Роль Покахонтас озвучила Ирен Бедард.
- «Покахонтас 2: Путешествие в Новый Свет» — американский мультфильм 1998 года. Роль Покахонтас также озвучила Ирен Бедард.
- «Новый Свет» — американо-британский кинофильм 2005 года; в роли Покахонтас — К’Орианка Килчер, в роли её матери — Ирен Бедард.